# Thomas Kyte
Thomas „Tom“ Kyte (* 1965) ist ein US-amerikanischer Experte und Autor von Büchern zum Datenbankmanagementsystem Oracle. 
Kyte war ab 1993 bei der Oracle Corporation angestellt und wurde Vice President. Er betrieb ab dem Jahr 2000 die Website AskTom, auf der er Fragen zu Oracle beantwortete. Im August 2015 zog er sich zurück. Er lebt in Leesburg (Virginia).

## Veröffentlichungen
- Export One On One, 2001, Apress, ISBN 1-86100-482-6
- Effective Oracle by design, McGraw-Hill Osborne Media, 2003, ISBN 0-07-223065-7
- Expert Oracle, Signature Edition Programming Techniques and Solutions for Oracle 7.3 through 8.1.7, 2005, ISBN 1-86100-482-6
- Expert Oracle Database Architecture: Oracle Database 9i, 10g, and 11g Programming Techniques and Solutions, Apress, 2010, ISBN 1-4302-2946-2